# Kendujhar
Kendujhar (alternativt Keonjhar, hindi: केन्दुझर) är en stad i den indiska delstaten Odisha, och är huvudort för ett distrikt med samma namn. Folkmängden uppgick till 60 590 invånare vid folkräkningen 2011.